# Circonscription de Kelala
Pour les articles homonymes, voir Kelala.
La circonscription de Kelala est une des 135 circonscriptions législatives de l'État fédéré Amhara, elle se situe dans la Zone Sud Wollo. Sa représentante actuelle est Atfewerq Zewdu Endris.